# Fensch
A Fensch folyó Franciaország területén, a Mosel bal oldali mellékfolyója.

## Földrajzi adatok
Moselle megyében ered 235 méter magasan és Florange-nál, szintén Moselle megyében Metz és Thionville között torkollik a Moselba. Hossza 15,2 km, vízgyűjtő területe 83 km². Átlagos vízhozama 2,06 m³ másodpercenként.

## Megyék és városok a folyó mentén
- Moselle : Knutange, Nilvange, Hayange, Serémange-Erzange és Florange.

Mellékfolyói a Petite Fensch, Krisbach, Algrange és a Marspich.